# Copa de Baviera
La Copa de Baviera (en alemán: Bayerischer Toto-Pokal) es una de las 21 competiciones regionales que se disputan en Alemania como parte de la Copa Asociación Alemana en donde el campeón obtiene la clasificación a la Copa de Alemania, la copa más importante del país.

## Historia

Mapa de Baviera: Las siete copas que se jugaban desde 1975 hasta 2008.

La copa originalmente fue creada en 1947 luego de que finalizara la Segunda Guerra Mundial y que fue disulta en 1954 luego de la creación de la Copa de Alemania, copa en la cual solo participaban equipos aficionados con la excepción de la edición de 1951 en donde pudieron participar todos los equipos de Baviera.
En 1975 en Baviera se disputaban siete competiciones regionales aunque o de manera constante a excepción de la región de Schwaben que se jugó de manera ininterrumpida hasta 1997.
En 1998 la copa fue restaurada y las copas regionales eran el modo de clasificación, en las que el campeón de cada copa más el mejor finalista participaban en el torneo incluyendo a los equipos filiales, y los equipos participantes en la Bundesliga de Alemania y la 2. Bundesliga eran los que no podían participar en ella. En 2009 se hizo una reforma a la copa en la cual se hicieron algunas modificaciones:
- Disolución de las copa regionales.
- Participaban todos los equipos que formaran parte de la 3. Bundesliga y la Regionalliga Bayern.
- Los 24 campeones de copas distritales que se jugaban entre agosto y septiembre.
- Los equipos de la Bayernliga y las Landesligas tenían que jugar una fase de clasificación para definir a los particiantes restantes.
- Los equipos filiales quedaban excluidos de participar en la copa.

Aumentando la cantidad de participantes de ocho a 64 se juega bajo un formato de eliminación directa a partido único en la que ls finalista obtienen la clasificación a la Copa de Alemania, y en caso de que alguno de los finalista ya haya obtenido la clasificación al torneo, el mejor clasificado de la Regionalliga Bayern que no sea equipo filial clasifica también.

## Ediciones anteriores

### Periodo 1947-54
| Año  | Campeón           | Finalista              | Resultado |
| 1947 | Jahn Regensburg   | MTV Ingolstadt         | 2–1       |
| 1948 | Jahn Regensburg   | 1. FC Bamberg          | 2–1 aet   |
| 1949 | FC Stein          | VfL Ingolstadt-Ringsee | 3–2       |
| 1950 | FC Lichtenfels    | MTV Ingolstadt         | 1–0       |
| 1951 | BC Augsburg       | ASV Cham               | 4–3       |
| 1952 | TSV Gersthofen    | SK Lauf                | 3–0       |
| 1953 | SV Saal           | FC Gerolzhofen         | 7–1       |
| 1954 | FC Herzogenaurach | TSV Gersthofen         | 4–2       |

### Campeones Regionales
| Clasificado a la primera ronda de la Copa de Alemania. |

#### Era Pre-Baviera

##### Franconia y Alto Palatinado
| Temporada | Oberpfalz          | Mittelfranken         | Oberfranken   | Unterfranken         |
| 1975      |                    | FC Herzogenaurach     |               |                      |
| 1976      |                    |                       |               |                      |
| 1977      |                    |                       |               |                      |
| 1978      |                    |                       |               |                      |
| 1979      |                    |                       |               |                      |
| 1980      |                    | TSV Röttenbach        |               |                      |
| 1980      |                    | TSV Röttenbach        |               |                      |
| 1982      |                    |                       |               |                      |
| 1983      |                    |                       |               |                      |
| 1984      |                    |                       |               |                      |
| 1985      | ASV Burglengenfeld |                       |               |                      |
| 1986      |                    | TSV Vestenbergsgreuth |               |                      |
| 1987      |                    | TSV Vestenbergsgreuth |               |                      |
| 1988      |                    | BSC Erlangen          |               |                      |
| 1989      |                    | TSV Vestenbergsgreuth |               |                      |
| 1990      |                    | SpVgg Fürth           |               |                      |
| 1991      |                    | SpVgg Fürth           |               |                      |
| 1992      |                    |                       |               |                      |
| 1993      |                    |                       |               |                      |
| 1994      |                    | TSV Vestenbergsgreuth |               |                      |
| 1995      |                    | 1. FC Nuremberg II    |               |                      |
| 1996      | SpVgg Weiden       | SpVgg Fürth           | FC Bayern Hof | 1. FC Schweinfurt 05 |
| 1997      | SpVgg Weiden       | SpVgg Greuther Fürth  | TSV Trebgast  | DJK Waldberg         |

##### Vieja Baviera y Swabia
| Temporada | Oberbayern          | Niederbayern   | Schwaben            |
| 1975      |                     |                | TSG Thannhausen     |
| 1976      |                     |                | FC Memmingen        |
| 1977      |                     |                | FC Augsburg II      |
| 1978      |                     |                | SSV Glött           |
| 1979      |                     |                | BSK Neugablonz      |
| 1980      |                     |                | FC Augsburg         |
| 1981      |                     | SpVgg Landshut | TSV 1861 Nördlingen |
| 1982      |                     | FC Vilshofen   | SV Ober-Germaringen |
| 1983      |                     | FC Vilshofen   | DJK Langenmosen     |
| 1984      |                     | FC Vilshofen   | TSV Aindling        |
| 1985      |                     |                | FC Kempten          |
| 1986      |                     | SpVgg Landshut | FC Augsburg         |
| 1987      |                     | SpVgg Landshut | FC Kempten          |
| 1988      |                     | SpVgg Landshut | FC Augsburg         |
| 1989      |                     |                | TSV 1861 Nördlingen |
| 1990      |                     |                | TSV Mindelheim      |
| 1991      |                     | SpVgg Landshut | FC Gundelfingen     |
| 1992      |                     |                | FC Gundelfingen     |
| 1993      |                     |                | FC Augsburg         |
| 1994      |                     |                | SC Altenmünster     |
| 1995      | FC Bayern Munich II | SpVgg Landshut | TSV Aindling        |
| 1996      | 1. FC Garmisch      | SV Landau/Isar | FC Augsburg         |
| 1997      | TSV 1860 München II | SV Hutthurm    | TSV Aindling        |

### Copa de Baviera (1998-)

#### Copas Regionales

##### Franconia y Alto Palatinado
| Temporada | Oberpfalz              | Mittelfranken           | Oberfranken    | Unterfranken         |
| 1998      | SG P/S Regensburg      | Jahn Forchheim          |                |                      |
| 1999      |                        | SG Quelle Fürth         |                |                      |
| 2000      | SC Luhe-Wildenau       | FSV Erlangen-Bruck      | FC Bayern Hof  | TSV Großbardorf      |
| 2001      | Jahn Regensburg        | 1. FC Nuremberg II      | SpVgg Bayreuth | Würzburger FV        |
| 2002      | Jahn Regensburg        | SpVgg Greuther Fürth II | 1. FC Bamberg  | Alemannia Haibach    |
| 2003      | Jahn Regensburg        | ASV Zirndorf            | VfL Frohnlach  | TSV Gerbrunn         |
| 2004      | Jahn Regensburg II     | SC 04 Schwabach         | FC Bayern Hof  | 1. FC Sand           |
| 2005      | SV Etzenricht          | SC 04 Schwabach         | VfL Frohnlach  | TSV Lengfeld         |
| 2006      | Jahn Regensburg        | 1. FC Nuremberg II      | SpVgg Bayreuth | 1. FC Schweinfurt 05 |
| 2007      | TSV Kareth-Lappersdorf | SV Seligenporten        | SpVgg Selbitz  | Würzburger FV        |
| 2008      | 1. FC Schwandorf       | ASV Neumarkt            | SpVgg Selbitz  | Alemannia Haibach    |
| 2009      | SpVgg Weiden           | SC Eltersdorf           | VfL Frohnlach  | 1. FC Schweinfurt 05 |

##### Vieja Baviera y Swabia
| Temporada | Oberbayern            | Niederbayern         | Schwaben            |
| 1998      | TSV 1860 München II   | SV Schalding-Heining | BC Aichach          |
| 1999      | TSV 1860 Rosenheim    | SpVgg Landshut       | FC Augsburg         |
| 2000      | FC Ismaning           | SV Riedelhütte       | TSV Rain am Lech    |
| 2001      | FC Bayern Munich II   | SpVgg Landshut       | FC Gundelfingen     |
| 2002      | FC Bayern Munich II   | SpVgg Landshut       | FC Augsburg         |
| 2003      | TSV 1860 München II   | SV Schalding-Heining | TSV Aindling        |
| 2004      | SpVgg Unterhaching II | SpVgg Landshut       | FC Augsburg         |
| 2005      | FC Ingolstadt 04      | 1. FC Bad Kötzting   | FC Augsburg         |
| 2006      | FC Ingolstadt 04      | SpVgg Landshut       | TSG Thannhausen     |
| 2007      | FC Ingolstadt 04      | SV Schalding-Heining | TSV 1861 Nördlingen |
| 2008      | SpVgg Unterhaching    | SpVgg Landshut       | 1. FC Sonthofen     |
| 2009      | SpVgg Unterhaching    | SV Schalding-Heining | TSV Aindling        |

#### Finales
| Fecha     | Sede              | Campeón                | Finalista              | Resultado      | Asistencia |
| 1998      | Schalding-Heining | SV Schalding-Heining   | Post/Süd Regensburg    | 1–1 / 6–4 pen. |            |
| 1999      | Rosenheim         | TSV 1860 Rosenheim     | SpVgg Landshut         | 2–1            |            |
| 21-7-2000 | Rain am Lech      | FC Ismaning            | TSV Rain am Lech       | 4–2            | 800        |
| 20-7-2001 | Würzburg          | Jahn Regensburg        | Würzburger FV          | 3–0            | 760        |
| 20-7-2002 | Beratzhausen      | Bayern Munich II       | Jahn Regensburg        | 4–1            | 2000       |
| 18-7-2003 | Aindling          | TSV Aindling           | TSV Gerbrunn           | 14–0           | 550        |
| 27-7-2004 | Aindling          | SSV Jahn Regensburg II | TSV Aindling           | 1–1 / 6–5 pen. | 600        |
| 22-7-2005 | Ingolstadt        | Jahn Regensburg        | FC Ingolstadt 04       | 2–0            | 900        |
| 19-7-2006 | Thannhausen       | TSG Thannhausen        | SpVgg Bayreuth         | 2–1            | 600        |
| 20-7-2007 | Seligenporten     | SV Seligenporten       | Würzburger FV          | 1–0            | 600        |
| 18-7-2008 | Ansbach           | SpVgg Unterhaching     | SpVgg Ansbach          | 1–1 / 6–5 pen. | 800        |
| 15-9-2009 | Weiden            | SpVgg Weiden           | Wacker Burghausen      | 1–0            |            |
| 10-7-2010 | Burghausen        | Jahn Regensburg        | Wacker Burghausen      | 4–2            | 1036       |
| 18-5-2011 | Burghausen        | Jahn Regensburg        | Wacker Burghausen      | 2–1            | 1500       |
| 9-5-2012  | Burghausen        | SpVgg Unterhaching     | SC Eltersdorf          | 4–3            | 2000       |
| 9-5-2013  | Rosenheim         | TSV 1860 Rosenheim     | Wacker Burghausen      | 2–2 / 6–5 pen. | 1800       |
| 14-5-2014 | Passau            | Würzburger Kickers     | SV Schalding-Heining   | 2–2 / 4–2 pen. | 2070       |
| 20-5-2015 | Weiden            | SpVgg Unterhaching     | SpVgg SV Weiden        | 2–2 / 6–5 pen. | 2200       |
| 28-5-2016 | Unterhaching      | Würzburger Kickers     | SpVgg Unterhaching     | 6–2            | 3200       |
| 25-5-2017 | Burghausen        | 1. FC Schweinfurt 05   | SV Wacker Burghausen   | 1–0            | 2485       |
| 21-5-2018 | Bayreuth          | 1. FC Schweinfurt 05   | SpVgg Bayreuth         | 3–1            | 3762       |
| 25-5-2019 | Aschaffenburg     | Würzburger Kickers     | Viktoria Aschaffenburg | 3–0            | 6033       |
| 5-9-2020  | Munich            | TSV 1860 Munich        | Würzburger Kickers     | 1–1 / 4–1 pen. | 0          |

## Títulos por equipo
| #  | Club                   | Finales | Títulos | Año(s)                             |
| -- | ---------------------- | ------- | ------- | ---------------------------------- |
| 1  | Jahn Regensburg        | 7       | 6       | 1947, 1948, 2001, 2005, 2010, 2011 |
| 2  | Würzburger Kickers     | 4       | 3       | 2014, 2016, 2019                   |
|    | SpVgg Unterhaching     | 4       | 3       | 2008, 2012, 2015                   |
| 4  | 1. FC Schweinfurt 05   | 2       | 2       | 2017, 2018                         |
|    | TSV 1860 Rosenheim     | 2       | 2       | 1999, 2013                         |
| 6  | SpVgg Weiden           | 2       | 1       | 2009                               |
|    | TSV Aindling           | 2       | 1       | 2003                               |
|    | SV Schalding-Heining   | 2       | 1       | 1998                               |
| 9  | TSV 1860 München       | 1       | 1       | 2020                               |
|    | SV Seligenporten       | 1       | 1       | 2007                               |
|    | TSG Thannhausen        | 1       | 1       | 2006                               |
|    | SSV Jahn Regensburg II | 1       | 1       | 2004                               |
|    | FC Bayern München II   | 1       | 1       | 2002                               |
|    | FC Ismaning            | 1       | 1       | 2000                               |
|    | FC Herzogenaurach      | 1       | 1       | 1954                               |
|    | SV Saal a. d. Donau    | 1       | 1       | 1953                               |
|    | TSV Gersthofen         | 1       | 1       | 1952                               |
|    | BC Augsburg            | 1       | 1       | 1951                               |
|    | 1. FC Lichtenfels      | 1       | 1       | 1950                               |
|    | FC Stein               | 1       | 1       | 1949                               |
| 19 | Wacker Burghausen      | 5       |         |                                    |
| 20 | SpVgg Bayreuth         | 2       |         |                                    |
|    | Würzburger FV          | 2       |         |                                    |
|    | FC Gerolzhofen         | 2       |         |                                    |
|    | MTV Ingolstadt         | 2       |         |                                    |
| 24 | SC Eltersdorf          | 1       |         |                                    |
|    | SpVgg Ansbach 09       | 1       |         |                                    |
|    | FC Ingolstadt 04       | 1       |         |                                    |
|    | TSV Gerbrunn           | 1       |         |                                    |
|    | TSV 1896 Rain          | 1       |         |                                    |
|    | SpVgg Landshut         | 1       |         |                                    |
|    | Post/Süd Regensburg    | 1       |         |                                    |
|    | SK Lauf                | 1       |         |                                    |
|    | ASV Cham               | 1       |         |                                    |
|    | VfL Ingolstadt         | 1       |         |                                    |
|    | 1. FC 01 Bamberg       | 1       |         |                                    |
|    | Viktoria Aschaffenburg | 1       |         |                                    |